# Gallia Transalpina
Gallia Transalpina was een gebied dat ongeveer heel Gallië besloeg, behalve Gallia Cisalpina. De term werd gebruikt door de Romeinen; de Latijnse benaming betekent zoveel als "Gallië aan de overkant van de Alpen", gezien vanuit Romeins perspectief, tegenover Gallia Cisalpina ("Gallië aan deze kant van de Alpen)". Daarop gelijkend is Gallia Ulterior: "[het] Gallië daar/aan die kant/aan gene zijde", tegenover de benaming Gallia Citerior ("[het] Gallië hier/aan deze kant") voor Gallia Cisalpina. Gallia Transalpina lag dus ten westen van de Alpen. Het huidige Frankrijk beslaat het grootste deel van het toenmalige Gallia Transalpina.
Het zuidelijk deel van dit gebied – ongeveer de huidige Franse regio's Occitanië (alleen Languedoc-Roussillon), Provence-Alpes-Côte d'Azur en Auvergne-Rhône-Alpes (alleen Rhône-Alpes) – werd in 121 v.Chr. een provincia van de Romeinse Republiek. Deze werd als totum pro parte de provincia Gallia Transalpina genoemd. Ter onderscheid van het (nog) niet-Romeinse Gallia Transalpina werd het gebied ook vaak Provincia Romana ("de Romeinse provincie") of kortweg Provincia ("de provincie") genoemd, wat nog voortleeft in de huidige Franse naam Provence. Gallia Comata, het noordelijke, grootste deel van Gallia Transalpina, zou tussen 58 en 52 v.Chr. in de Gallische Oorlog door Julius Caesar worden veroverd. Toen keizer Augustus in 22 v.Chr. heel Gallië liet reorganiseren werd de provincia Gallia Transalpina voor de duidelijkheid hernoemd tot Gallia Narbonensis, naar de hoofdstad Narbo Martius (thans Narbonne). 